# Chiếc áo bà ba
"Chiếc áo bà ba" là một ca khúc do nhạc sĩ Trần Thiện Thanh sáng tác vào năm 1984, theo điệu Beguine. Đây là một trong số ít tác phẩm của Trần Thiện Thanh được cấp phép phổ biến tại Việt Nam hiện nay.

## Xuất xứ
Sau năm 1975, nhạc sĩ Trần Thiện Thanh bị cấm hoạt động một thời gian dài. Tuy nhiên ông vẫn đi lưu diễn nhiều nơi ở miền Tây với một số nghệ sĩ khác. Năm 1984, ông được phép hoạt động trở lại và bài hát ra đời trong thời gian này. Bài hát sau này được nhiều ca sĩ thể hiện.

## Lời bài hát
Bài hát Chiếc áo bà ba được nhạc sĩ Trần Thiện Thanh sáng tác năm 1984. Sau đây là một trích đoạn.
Chiếc áo bà ba trên dòng sông thăm thẳm
Thấp thoáng con xuồng bé nhỏ mong manh
Nón lá đội nghiêng tóc dài con nước đổ
Hậu Giang ơi em vẫn đẹp ngàn đời.

## Đánh giá
- "Nhạc sĩ Trần Thiện Thanh đã sáng tác bài hát "Chiếc áo bà ba" để tôn vinh vẻ đẹp dịu dàng của phụ nữ Nam Bộ trong áo bà ba: "Chiếc áo bà ba trên dòng sông thăm thẳm; thấp thoáng con xuồng bé nhỏ lướt mong manh; Nón lá đội nghiêng tóc dài con nước đổ..."." [3]
- "Phụ nữ nam bộ nói riêng và những người yêu mến đồng bằng sông nước Cửu Long nói chung - mấy ai không biết tới lời ca khúc "Chiếc áo bà ba" của Nhạc sĩ Trần Thiện Thanh. "[4]